# Sankt Moritz
Sankt Moritz (niem. St. Moritz, rm. San Murezzan, wł. San Maurizio, fr. Saint-Moritz) – 
miejscowość i gmina uzdrowiskowa w południowo-wschodniej Szwajcarii, w kantonie Gryzonia, w regionie Maloja. Położona w dolinie Engadyny na wysokości ok. 1 822 m n.p.m. nad jeziorem St. Moritz. Jeden z najbardziej znanych ośrodków sportów zimowych na świecie. Jest największą pod względem liczby ludności gminą w regionie.

## Historia

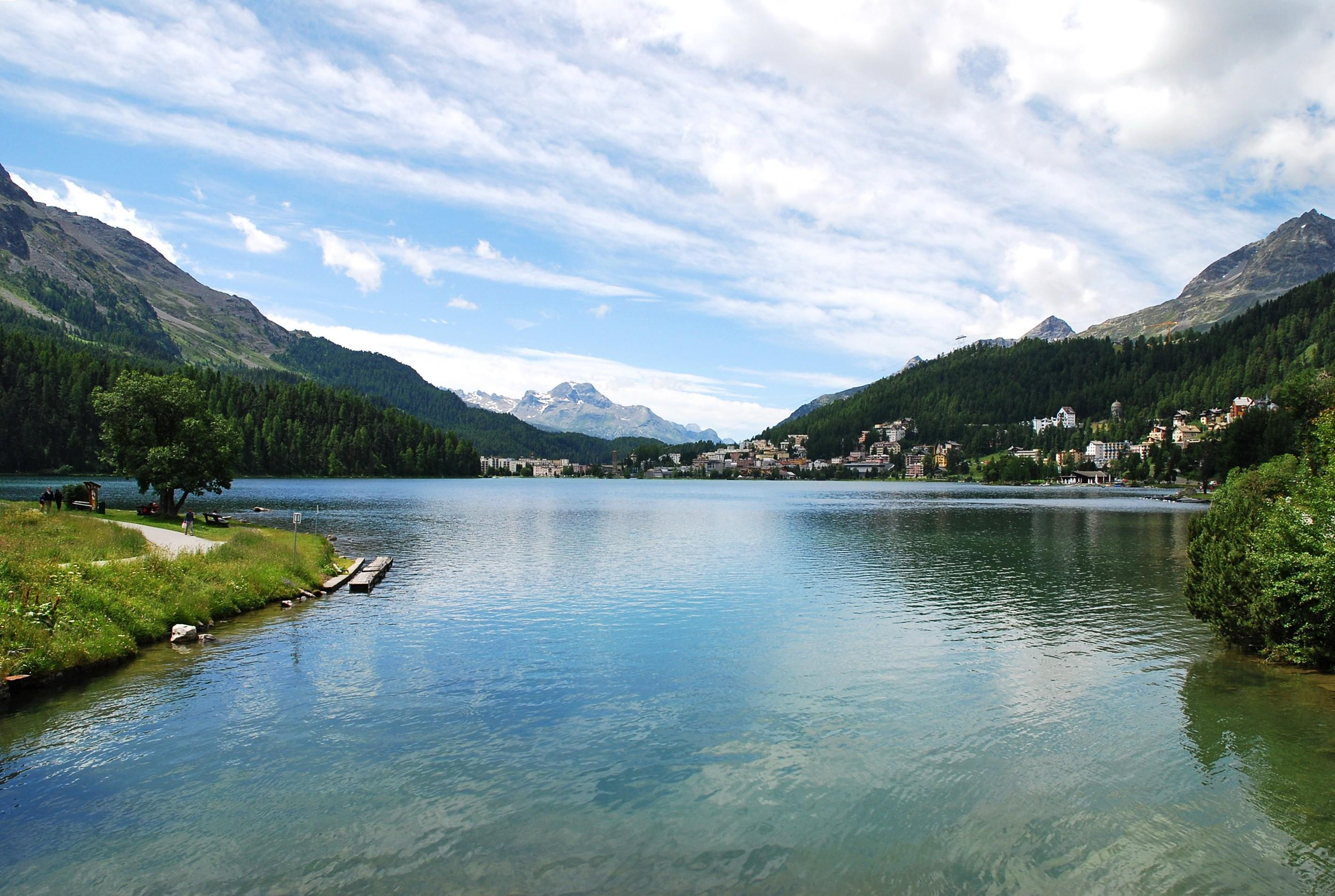
Jezioro St. Moritz

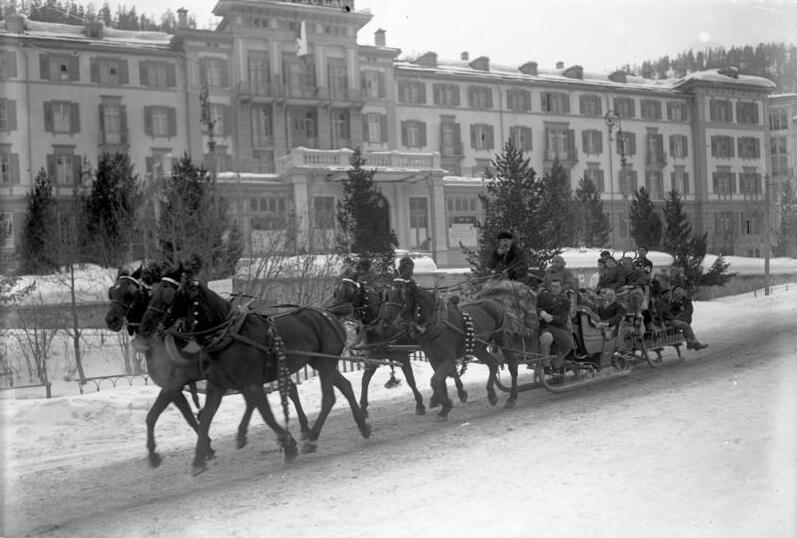
Styczeń w St. Moritz, rok 1931

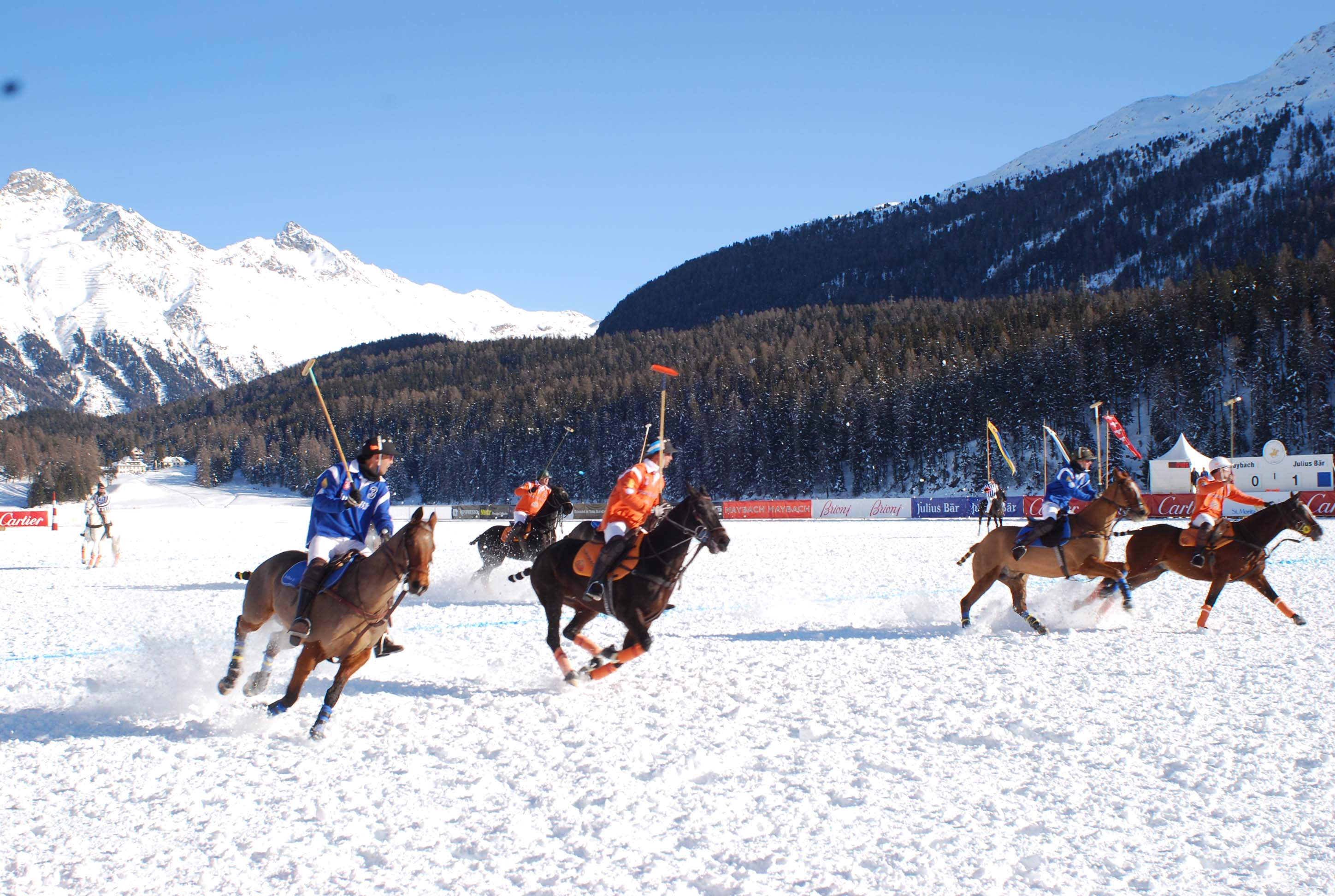
Zawody PŚ w polo na lodzie

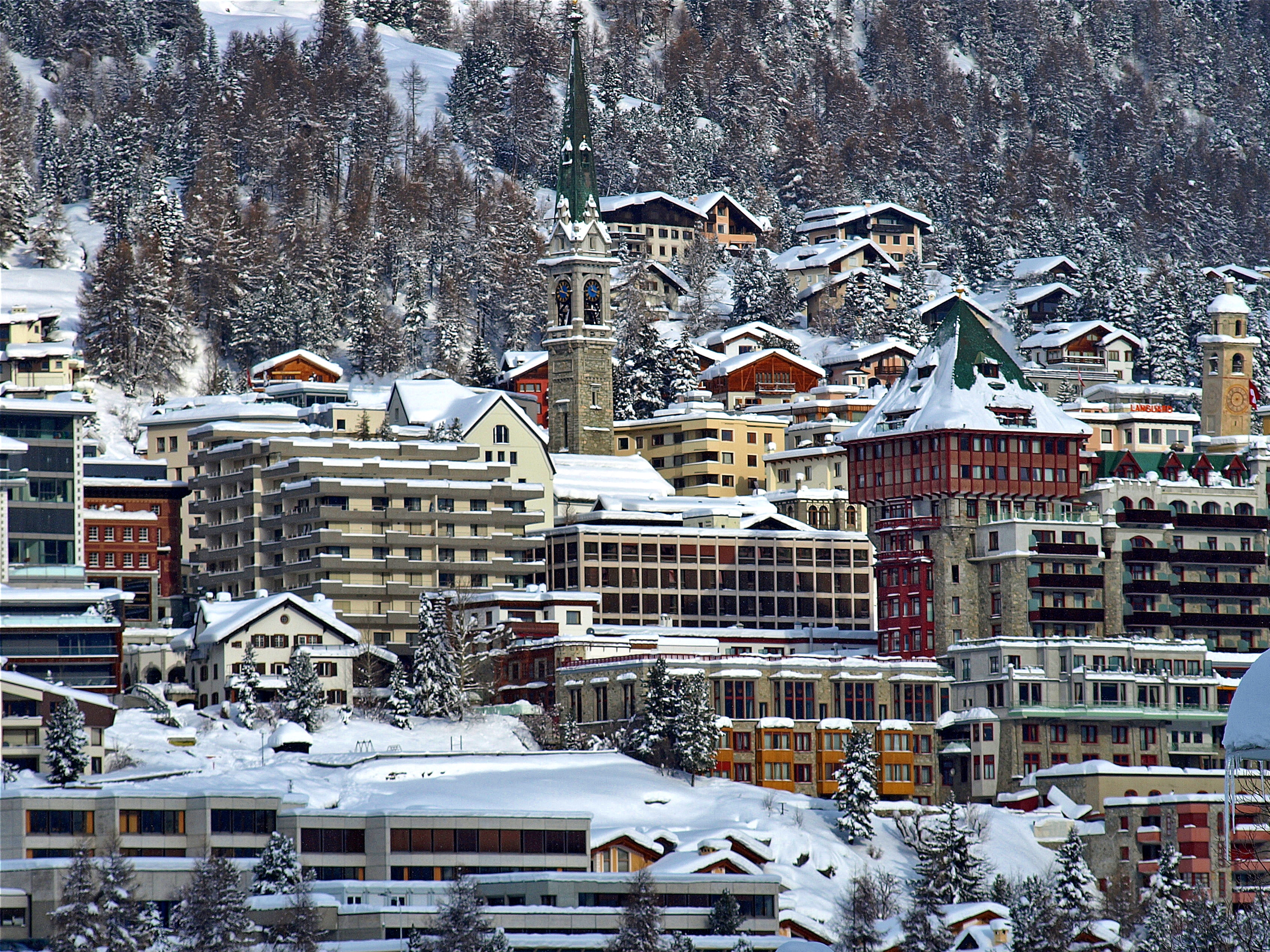
Widok na centrum Sankt Moritz (styczeń 2014)

Pierwsze wzmianki o Sankt Moritz zostały zanotowane w latach 1137/39 jako Ad Sanctum Mauricium. Miejscowość została nazwana tak na cześć św. Maurycego.
Mimo że gmina była znana z turystyki letniej, pierwsze wzmianki o ośrodku narciarskim sięgają roku 1864, kiedy to został tutaj wybudowany hotel (Kulm-Hotel) przez szwajcarskiego pioniera hotelarstwa Johannesa Badrutta. Szybko przekonał się, że Sankt Moritz jest także atrakcyjne zimą. Zaproponował grupie turystów jednorazową opłatę za pobyt w hotelu przez czas nieokreślony. Badrutt szybko zrozumiał, że Sankt Moritz dało początek nowej formie wypoczynku nie tylko w samej gminie, ale również w całych Alpach. Pierwsze biuro turystyczne w Szwajcarii powstało właśnie tutaj i rozwijało się stale aż do końca XIX wieku. Sankt Moritz było pierwszą szwajcarską miejscowością, w której podłączono światło elektryczne do hotelu Badrutta. W 1880 roku zostały w mieście rozegrane pierwsze w historii zawody Pucharu Świata w curlingu. Sankt Moritz również organizowało pierwsze w historii Mistrzostwa Europy w łyżwiarstwie figurowym w 1882 roku. Został zbudowany tutaj pierwszy tor lodowy na świecie, na którym zawody bobslejowe zostały rozegrane w 1890 roku. Zaś w 1896 roku Sankt Moritz zapisało się w historii jako pierwsza gmina w Alpach, w której został uruchomiony tramwaj elektryczny. W 1929 roku została uruchomiona tutaj pierwsza szkółka narciarska w Szwajcarii.

## Geografia
Od 2006 roku Sankt Moritz ma powierzchnię 28,69 km². Z tego 28,2% jest wykorzystywane w celu rolniczym, a 19,4% stanowią lasy.
Sankt Moritz jest również gminą znajdującą się w dolinie Engadyny obok przełęczy Malojapass.

## Podział administracyjny
Części gminy (Ortsteil) to: St. Moritz-Bad, St. Moritz-Dorf, Suvretta oraz połowa Champfèr - druga połowa należy do gminy Silvaplana.

## Demografia
W Sankt Moritz mieszka 4 945 osób (31 grudnia 2020). W 2020 roku 41,3% mieszkańców było cudzoziemcami. W okresie 1999–2009 populacja spadła o 4,9%.
W 2000 roku w gminie było 45,4% mężczyzn i 54,6% kobiet. W 2000 roku w Sankt Moritz było 423 dzieci w przedziale wiekowym od 0 do 9 lat, 502 nastolatków od 10 do 19 lat. Osób dorosłych było 960 w przedziale wiekowym między 20 a 29 rokiem życia. 1 055 osób było w wieku od 30 do 39 lat, w przedziale od 40 do 49 lat mieściło się 864 osób. 820 mieszkańców stanowiło wiek od 50 do 59 lat. Zaś seniorów było 532 osób. W miejscowości żyją 24 osoby, które przekroczyły wiek 90 lat.
| Rok  | Liczba mieszkańców |
| ---- | ------------------ |
| 1803 | 183                |
| 1850 | 228                |
| 1900 | 1 603              |
| 1910 | 3 197              |
| 1950 | 2 558              |
| 1960 | 3 751              |
| 1970 | 5 699              |
| 1980 | 5 900              |
| 1990 | 5 426              |
| 2000 | 5 589              |
| 2020 | 4 945              |

| Populacja według narodowości | Populacja według narodowości       | Populacja według narodowości     |
| Obywatelstwo                 | Liczba Bez podwójnego obywatelstwa | Liczba Z podwójnym obywatelstwem |
| ---------------------------- | ---------------------------------- | -------------------------------- |
| Szwajcarzy                   | 3 079                              | 3 527                            |
| Włosi                        | 897                                | 1 162                            |
| Portugalczycy                | 435                                | 445                              |
| Niemcy                       | 202                                | 232                              |
| Serbowie                     | 106                                | 108                              |
| Austriacy                    | 74                                 | 104                              |
| Francuzi                     | 56                                 | 73                               |
| Chorwaci                     | 62                                 | 63                               |
| Hiszpanie                    | 33                                 | 41                               |
| Anglicy                      | 20                                 | 32                               |
| Holendrzy                    | 17                                 | 29                               |
| Bośniacy                     | 27                                 | 28                               |

## Języki
Większość mieszkańców Sankt Moritz mówi po niemiecku (58,8%), drugim pod względem częstości posługiwania się językiem jest język włoski 21,8%. 6,6% mieszkańców posługuje się językiem portugalskim. Pierwotnie cała ludność Górnej Engadyny mówiła w języku retoromańskim. Ze względu na coraz większe kontakty biznesowe ze światem, język retoromański zaczął zanikać. W 1880 roku 50,2% mieszkańców używało języka retoromańskiego jako podstawowego, w tyle był niemiecki i włoski. W 1900 roku 31% populacji mówiło w języku włoskim. W następnych latach język retoromański i włoski zaczął zanikać na rzecz niemieckiego. W 2000 roku tylko 13% mieszkańców gminy potrafiło mówić po retoromańsku.

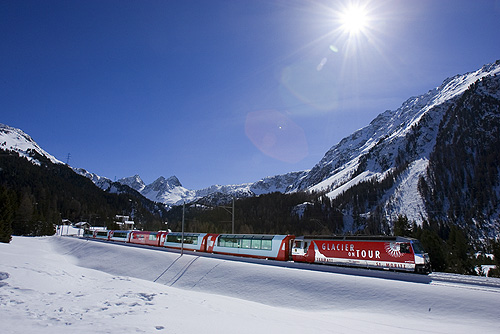
Glacier Express

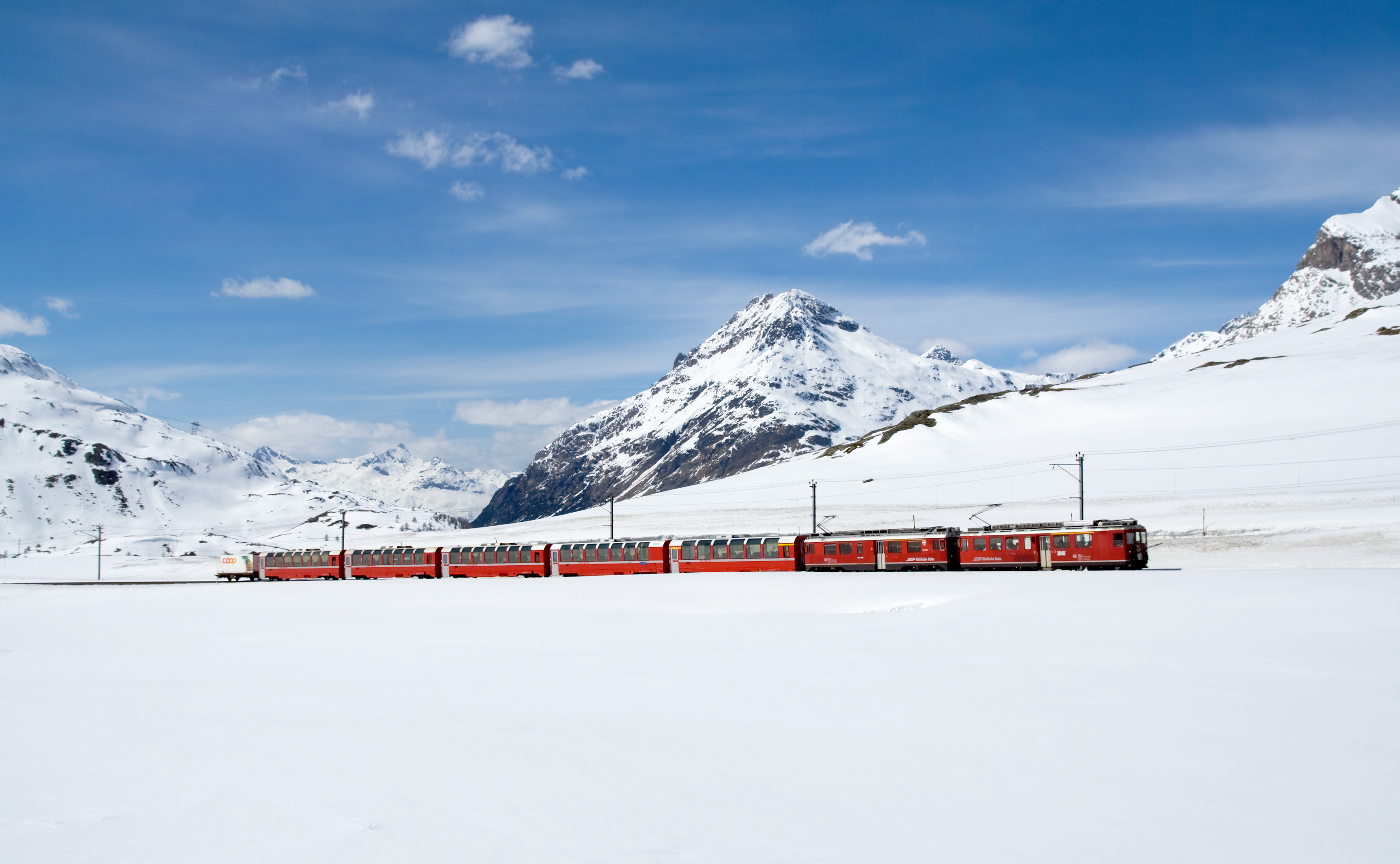
Bernina Express

| Języki w Sankt Moritz |                           |                           |                           |                           |                           |                           |
| Język                 | Spis powszechny w 1980 r. | Spis powszechny w 1980 r. | Spis powszechny w 1990 r. | Spis powszechny w 1990 r. | Spis powszechny w 2000 r. | Spis powszechny w 2000 r. |
| Język                 | Liczba                    | Procent                   | Liczba                    | Procent                   | Liczba                    | Procent                   |
| niemiecki             | 3 092                     | 52,41%                    | 3186                      | 58,72%                    | 3 286                     | 58,79%                    |
| retoromański          | 569                       | 9,64%                     | 338                       | 6,23%                     | 264                       | 4,72%                     |
| włoski                | 1 608                     | 27,25%                    | 1 157                     | 21,32%                    | 1 220                     | 21,83%                    |
| Populacja             | 5 900                     | 100%                      | 5 426                     | 100%                      | 5 589                     | 100%                      |

## Transport
Przez teren gminy przebiega droga główna nr 27.
W Sankt Moritz znajduje się jedna stacja kolejowa, którą obsługują pociągi Kolei Retyckich, w tym m.in.:
- Glacier Express (Sankt Moritz – Chur – Zermatt),
- Bernina Express (Sankt Moritz – Tirano).

W latach 1896–1932 w gminie działała linia tramwajowa.

## Sport
Od 1918 r. w gminie działa klub hokeja na lodzie EHC St. Moritz. Sankt Moritz było gospodarzem Zimowych Igrzysk Olimpijskich 1928. Stadion, na którym odbywała się ceremonia otwarcia igrzysk istnieje do dziś. Zorganizowano tutaj także Zimowe Igrzyska Olimpijskie 1948, 20 razy mistrzostwa świata w bobslejach i skeletonie. Gmina również była pięciokrotnym gospodarzem mistrzostw świata w narciarstwie alpejskim w roku 1934, 1948, 1974, 2003 i 2017. Gmina jest gospodarzem zawodów PŚ w narciarstwie alpejskim kobiet. Organizowano tu także w przeszłości Puchar Świata w skokach narciarskich i kombinacji norweskiej. Miejscowość zorganizowała także Mistrzostwa Świata Juniorów w Narciarstwie Klasycznym 1998, odbywało się też dużo zawodów w innych dyscyplinach, między innymi golfie czy polo na zamarzniętym jeziorze St. Moritz. Dzięki jeziorze gmina gości też zawody w windsurfingu i żeglarstwie.
Sankt Moritz jest również odwiedzane w miesiącach letnich, w szczególności przez rowerzystów, biegaczy i lekkoatletów. Jego popularność znana jest na całym świecie. Słynie też z dobrej pogody.

## Turystyka

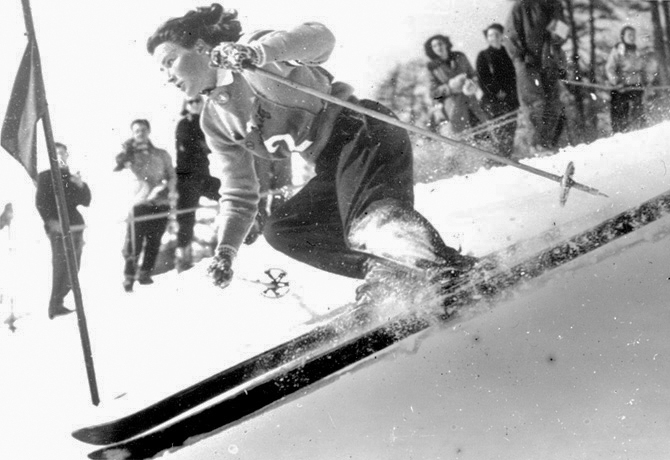
Mistrzostwa Świata w narciarstwie alpejskim w Sankt Moritz w 1948 r.

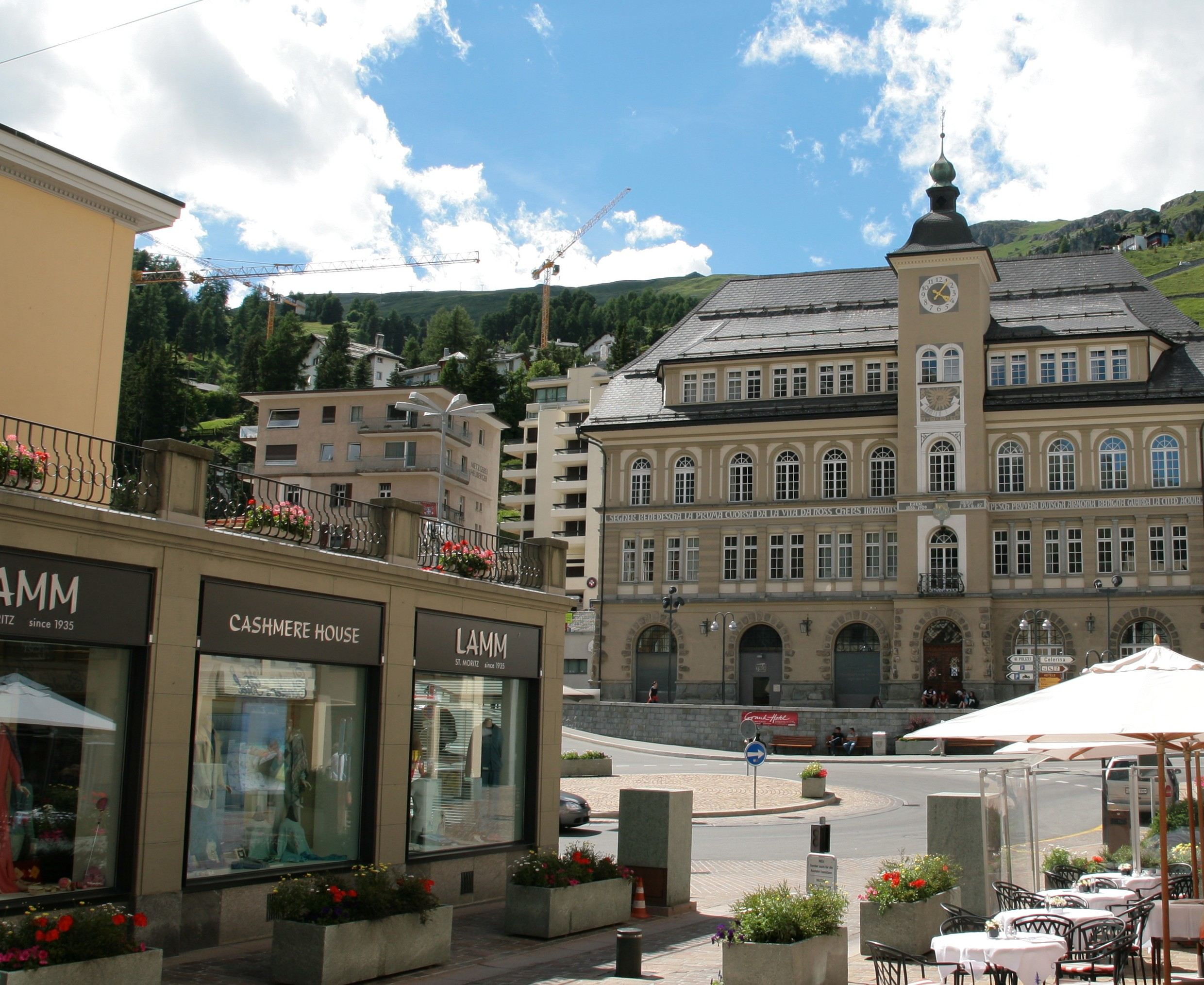
Plazza da Scoula i biblioteka

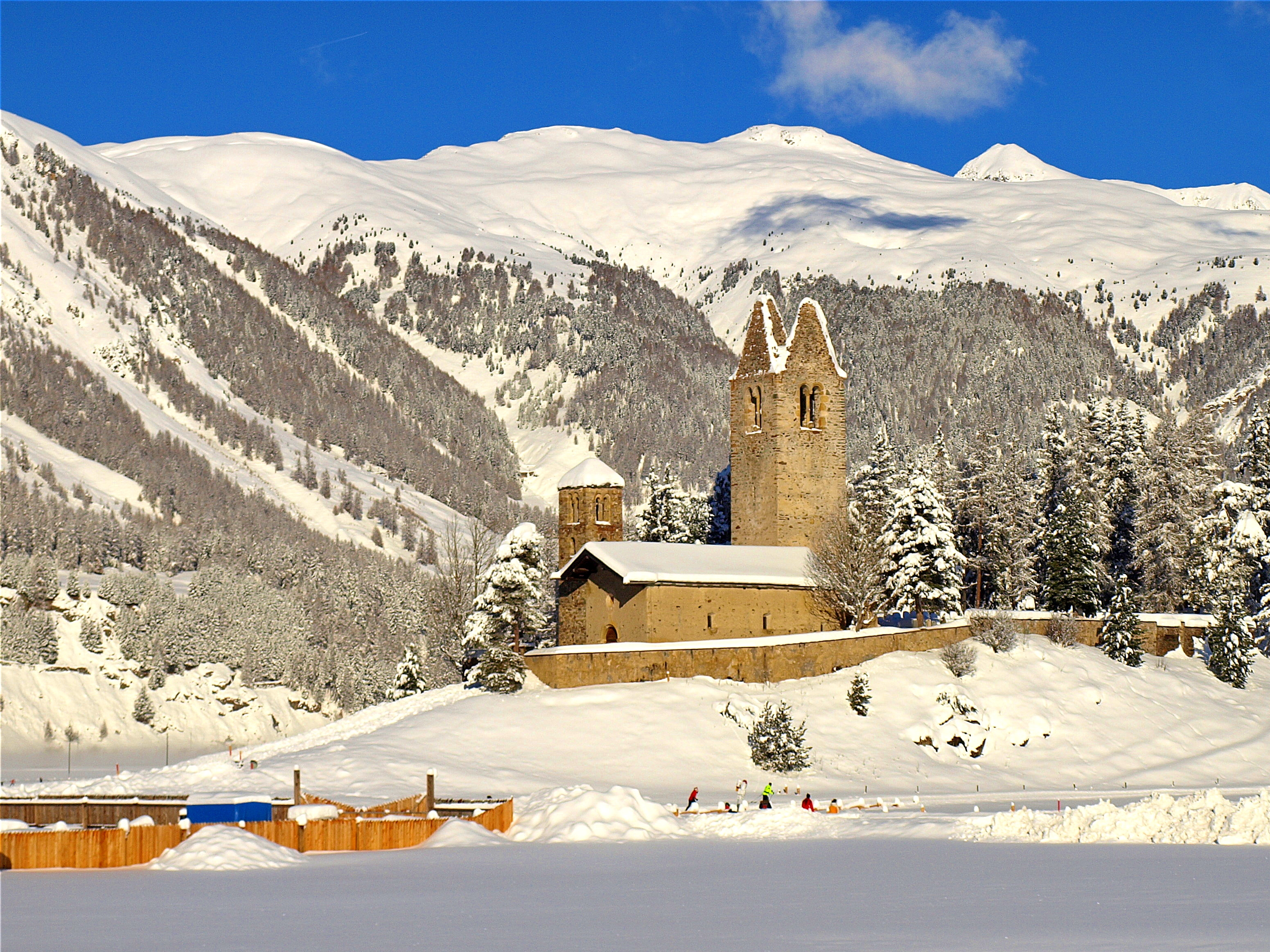
Sankt Moritz – widok z trasy kolejki Bernina Express

Sankt Moritz jest uważany za najstarszy i jeden z najbardziej znanych ośrodków narciarskich na świecie. Ze względu na dogodne położenie klimatyczne w gminie panuje 300 słonecznych dni w roku. Każdej zimy są rozgrywane wyścigi konne w ramach White Turf na zamarzniętym jeziorze St. Moritz.
Oprócz popularności narciarstwa i snowboardingu wśród turystów, w gminie znajduje się światowej renomy naturalny tor lodowy Cresta Run.
Gmina w szczycie sezonu zimowego jest w stanie przyjąć około 20 tys. gości.

### Atrakcje turystyczne
- Muzeum Segantini, poświęcone malarzowi Giovanniemu Segantini, który ostatnie pięć lat swego życia spędził w dolinie Engadyna.
- najstarszy naturalny tor lodowy Cresta Run, udostępniany dla turystów w połowie grudnia
- góra Diavolezza oferująca zapierające dech w piersiach widoki, na górę ze Sankt Moritz można dostać się koleją Bernina, która łączy gminę z włoskim miastem Tirano
- lodowiec Morteratschgletscher
- góra Piz Corvatsch i lodowiec o tej samej nazwie, przede wszystkim lodowiec ten oferuje stoki narciarskie i trasy biegowe. Słynie też z jaskiń lodowych.
- kolej Rhätische Bahn

## Polityka
W 2007 roku odbyły się w Szwajcarii wybory parlamentarne. Wygrała partia SVP, która otrzymała 34,9% głosów. Druga była partia FDP, która uzyskała 24,5% głosów, trzecią siłą polityczną w tych wyborach była partia SP.

## Edukacja
Cała ludność Szwajcarii jest na ogół dobrze wykształcona. W Sankt Moritz 65,8% mieszkańców w przedziale wiekowym od 25 do 64 lat ma ukończoną szkołę średnią.

## Zatrudnienie
W Sankt Moritz stopa bezrobocia jest na poziomie 1,38%. W 2005 roku 73 osoby były zatrudnione w sektorze rolniczym, w 10 przedsiębiorstwach zajmujących się tym sektorem. 900 osób jest zatrudnionych w 55 firmach w sektorze gospodarczym. 3501 osób jest zatrudnionych w 468 firmach zajmujących się usługami.

## Współpraca
Miejscowości partnerskie:
- Bariloche, Argentyna
- Kutchan, Japonia
- Vail, Stany Zjednoczone